# Passiflora caerulea
Il fiore della passione (Passiflora caerulea L.) è una pianta appartenente alla famiglia delle Passifloraceae, diffusa in Sud America.

## Descrizione
Il fiore della passione è una pianta rampicante le cui foglie sono verdi, i fiori sono composti dalla corolla bianca e una paracorolla blu o bianca, il frutto è arancione, i semi sono neri.

## Distribuzione e habitat
La specie è diffusa in Brasile, Bolivia, Paraguay e Argentina ma si può trovare anche in molte pianure costiere della Sicilia e della Calabria e altre regioni dell'Italia centro-meridionale. Viene talvolta usata come pianta ornamentale anche in zone dell'Italia settentrionale.   

## Usi
Viene usata come pianta ornamentale. I frutti che produce sono edibili, ma poco apprezzabili. Chi punta ai frutti commestibili della passiflora non dovrebbe coltivare la specie passiflora caerulea, ma la Passiflora edulis, in particolare la varietà flavicarpa, oppure la Passiflora quadrangularis.

## Galleria d'immagini

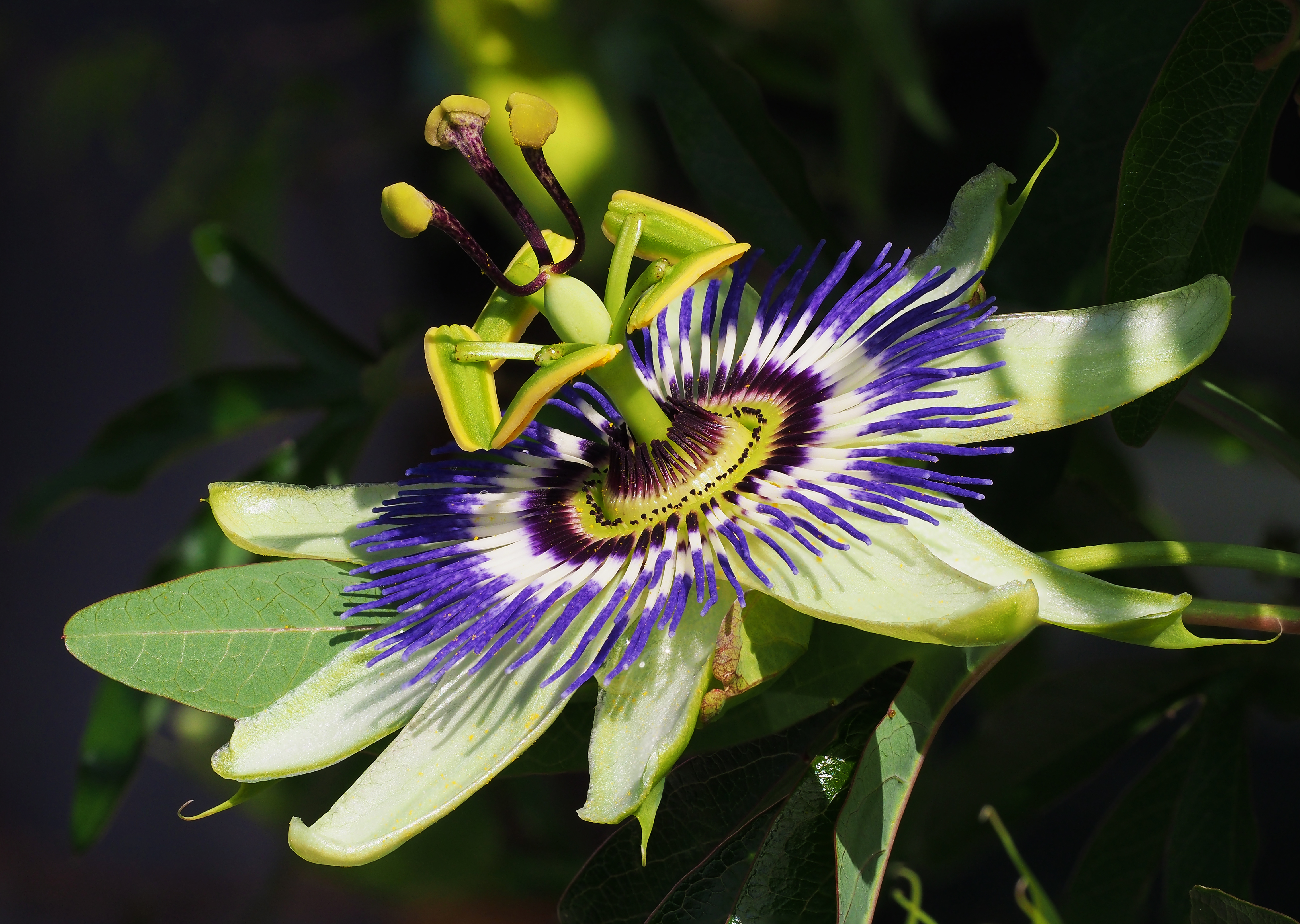
Fiore
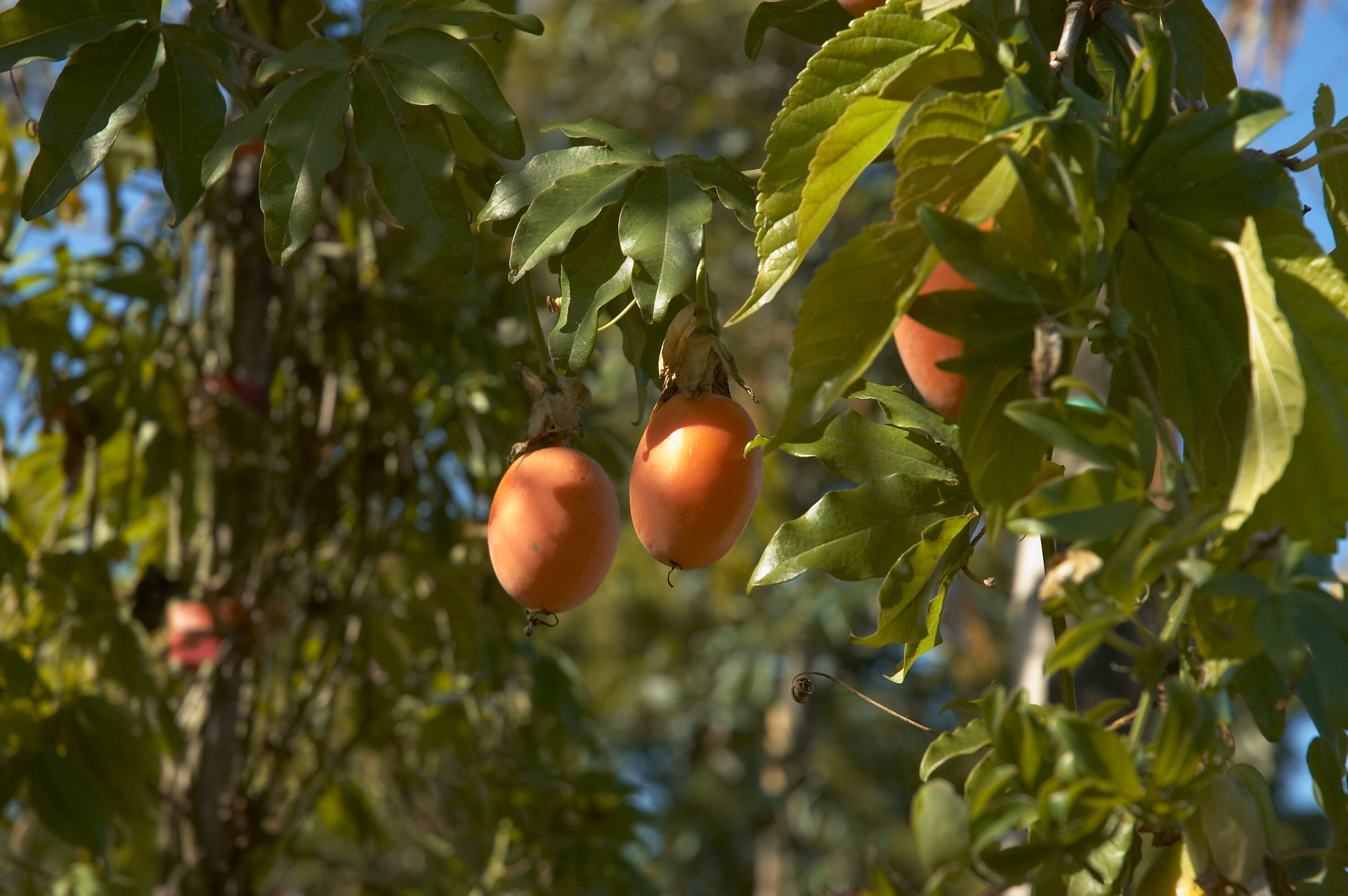
Frutti
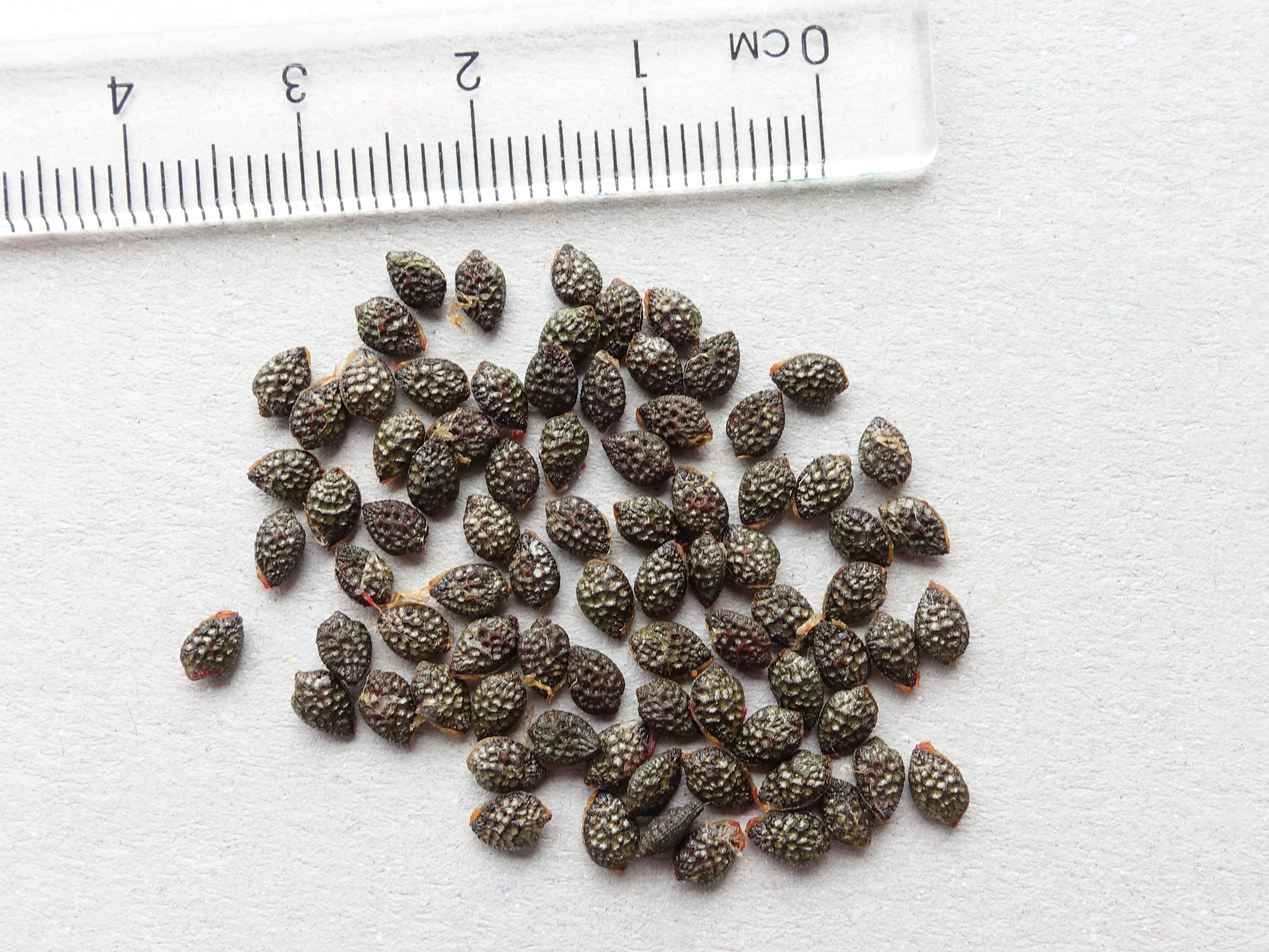
Semi